# Mor ve Ötesi
Mor ve Ötesi és un grup de rock alternatiu procedent d'Istanbul, Turquia. Units l'any 1995, els seus components són Harun Tekin, Kerem Kabadayı, Burak Güven i Kerem Özyeğen. Han editat des del seu primer treball, Şehir, el 1996, cinc discos d'estudi amb nombrosos èxits. Van ser els representants de Turquia al Festival de la Cançó d'Eurovisió 2008.

## Discografia
- 1996 Şehir
- 1999 Bırak Zaman Aksın
- 2001 Gül Kendine
- 2004 Dünya Yalan Söylüyor
- 2006 Büyük Düşler
- 2008 Başıbozuk
- 2010 Masumiyetin Ziyan Olmaz